# Bosc de Comardons
El bosc de Comardons és una pineda del poble de Pampa, municipi de Castellar de la Ribera (Solsonès) situada al vessant solei de la vall de la Ribera Salada.